# Amphoe Tha Sae
 (octobre 2023).
Si vous disposez d'ouvrages ou d'articles de référence ou si vous connaissez des sites web de qualité traitant du thème abordé ici, merci de compléter l'article en donnant les références utiles à sa vérifiabilité et en les liant à la section « Notes et références ».
Tha Sae (ท่าแซะ) est un district (amphoe) situé dans la province de Chumpon, dans le sud de la Thaïlande. Il est limitrophe de la Birmanie (Tennasserim).
Le district est divisé en 10 tambon et 115 muban. Il comprenait près de 77 000 habitants en 2005.